# Gefallenendenkmal Völksen

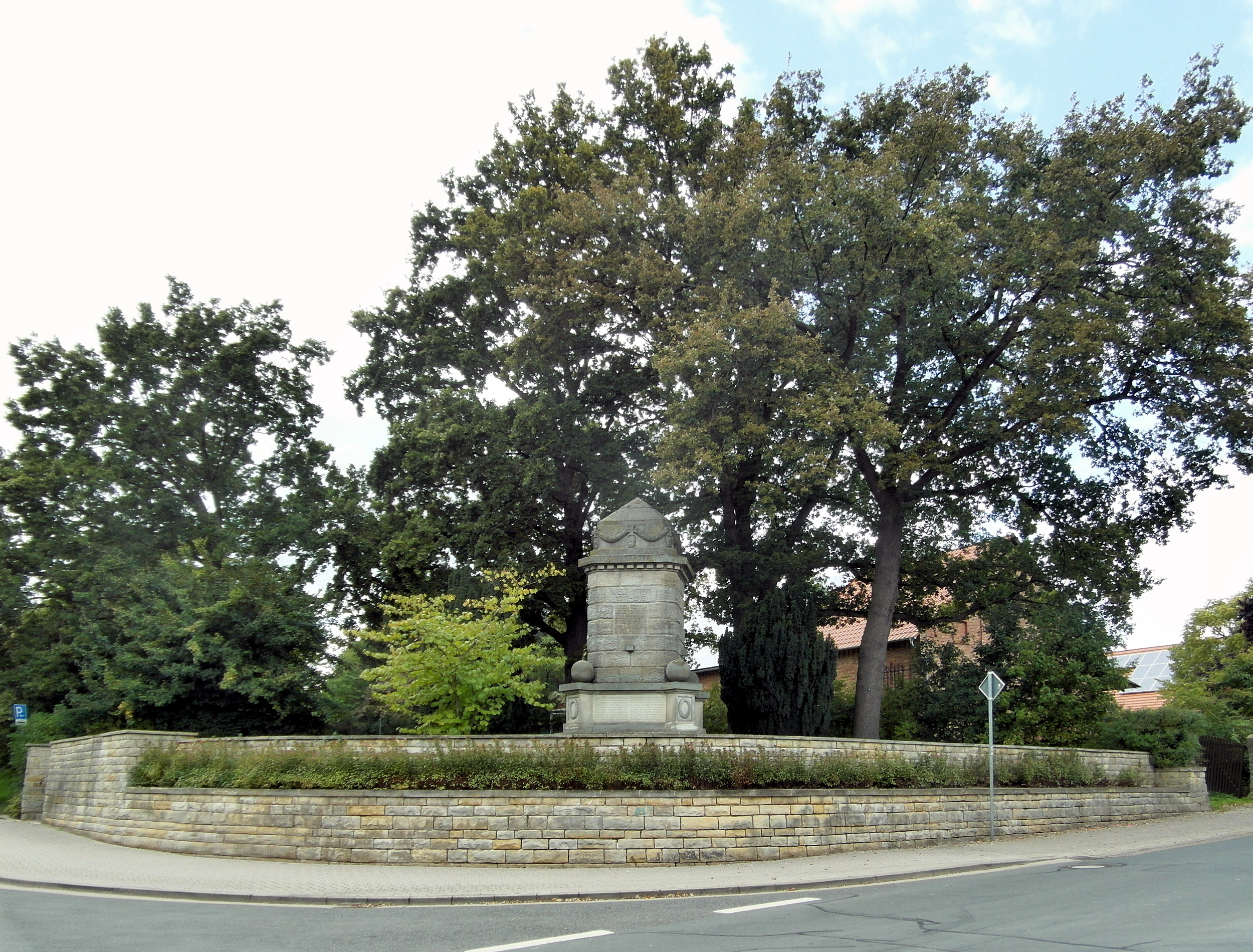
Denkmalanlage in Völksen

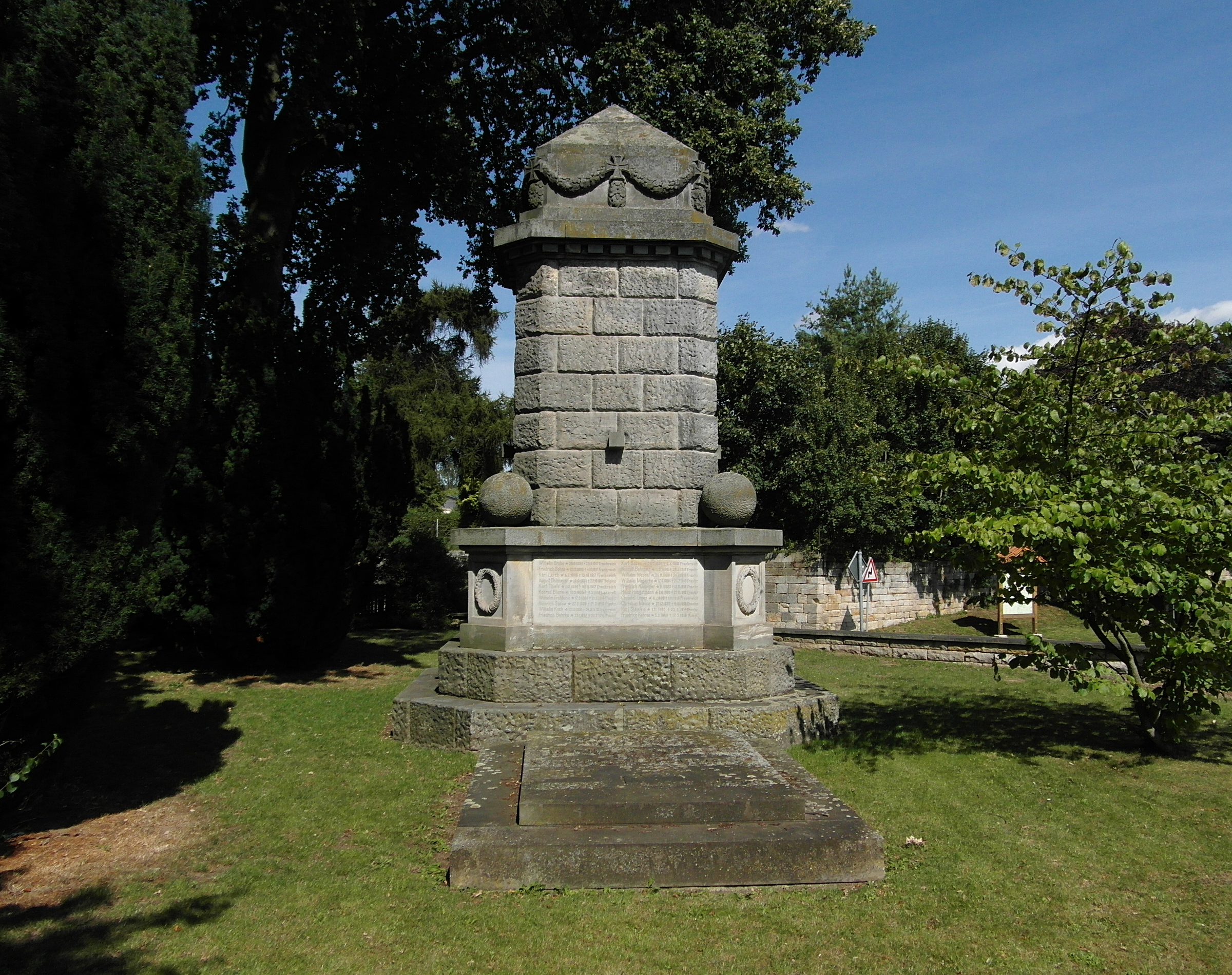
Denkmal

Das Gefallenendenkmal ist ein Kulturdenkmal in Völksen, einem Stadtteil von Springe in der Region Hannover in Niedersachsen.
Das Denkmal wurde 1921 zur Erinnerung an die Gefallenen aus der Gemeinde Völksen im Ersten Weltkrieg errichtet.
Die Anlage wurde 1962 umgestaltet und um eine Erinnerung an die Gefallenen des Zweiten Weltkriegs ergänzt.

## Standort
Die Denkmal wurde am Südrand von Völksen an der Straße nach Eldagsen in der Nähe des Bahnhofs Eldagsen der Bahnstrecke Hannover–Altenbeken errichtet. Der Standort liegt an einem zu beiden Straßen abfallenden Hang.

## Beschreibung

### Bau
Das Denkmal wurde durch den Völksener Architekten und  Steinbruchbesitzer Meine errichtet.
Das 1921 errichtete Denkmal ist eine 6 m hohe, aus Wealdensandsteinquadern errichtete Säule. Oberhalb einer zweistufigen quadratischen Basis  mit abgeschrägten Kanten sind an den Ländsseiten Inschrifttafeln, an den Ecken Dekorpfeiler platziert.
Den Mittelteil bildet eine Säule aus grob behauenen Steinen. Der Oberteil  ist mit Girlandendekor behauen und hat eine pyramidenförmige Spitze.

### Umgestaltung
Das Denkmal wurde 1962 nach Plänen des Architekten Wolf Griebner aus Bergen umgestaltet. Der Bereich um das Denkmal wurde mit einer Sandsteinmauer umgeben und der Treppenaufgang wurde an die Westseite verlegt.
Westlich neben der Säule wurde nach dem Zweiten Weltkrieg eine liegende Steinplatte ergänzt mit der Inschrift

### Nutzung
Die Denkmalsanlage ist der Ort der Gedenkfeier und Kranzniederlegung zum Volkstrauertag in Völksen. Angesichts der geringer werdenden Teilnehmerzahl versuchte man 2019 die Veranstaltung mit einer  Graffiti-Aktion mit sechs bunten Graffitiwänden interessanter und weniger militaristisch zu gestalten. Die Wände wurden im Folgejahr durch einen Sturm umgerissen.

## Denkmalschutz
Das Völksener Gefallenendenkmal ist als Einzeldenkmal gemäß § 3 Abs. 2 NDSchG unter einer nicht persistenten Objekt-ID  geschützt.
An der Erhaltung des Denkmals in Völksen besteht aufgrund seiner geschichtlichen und städtebaulichen Bedeutung ein öffentliches Interesse.